# Прієполє
Прієполє (серб. Пријепоље, Prijepolje) — місто і муніципалітет в окрузі Златибор, Центральна Сербія.
Розташований в гирлі річки Лім, недалеко від монастиря і старого міста Милешеваця.

## Назва

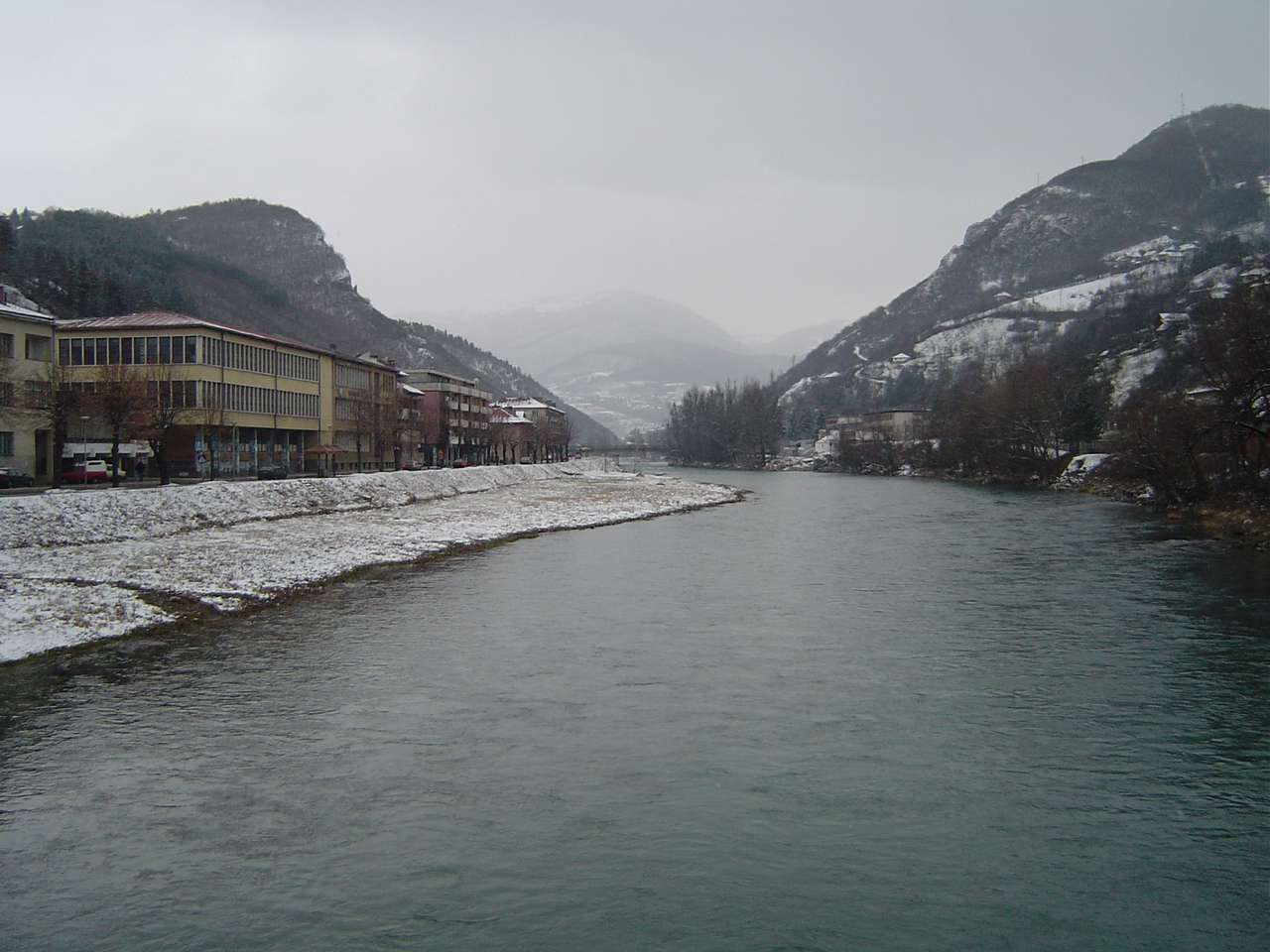
Річка Лім в Пріеполє

Одне з можливих походжень назви — тлумачення його як значення «поле Пріян». Людина на ім'я Пріян могла бути власником цієї землі до спорудження міста.
Більш ймовірна теорія пов'язана з буквальним прочитанням: каравани, що підходять до місця сьогоднішнього міста, зупинялися на відпочинок «перед полем» («prije» — перед, «polje» — поле).

## Географія
Місто розташоване на злитті швидкоплинних річок Лім і Милешевка, на дорозі з Белграда до Адріатичного моря, є однією зі станцій залізниці Белград-Бар. Також через місто проходить дорога з Плєвля в Сєницю, що приблизно збігається з давньою римською і оттоманською дорогою, відомою як «Дубровник».
Прієполє оточене пагорбами, які створювали специфічний теплий клімат до побудови гідроелектростанції «Potpeć» недалеко від Нова-Вароша, яка повернула місту характерну для холодної частини Сербії погоду.

## Населення
Населення міста становить 11 414 жителів, середній вік дорівнює 35,8 рокам (35,0 — чоловіки і 36,4 — жінки). У місті 4448 сімей, середня кількість членів сім'ї — 3,38 чол.
Перепис 2002 року показав наступну етнічну картину міста:
- Серби — 9411 чол.
- Босняки — 3941 чол.
- Слов'яни-мусульмани — 1225 чол.
- Цигани — 140 чол.
- Чорногорці — 139 чол.
- Інші

## Освіта
У місті є два дитячі садки, одна загальноосвітня школа, гімназія та кілька університетів.

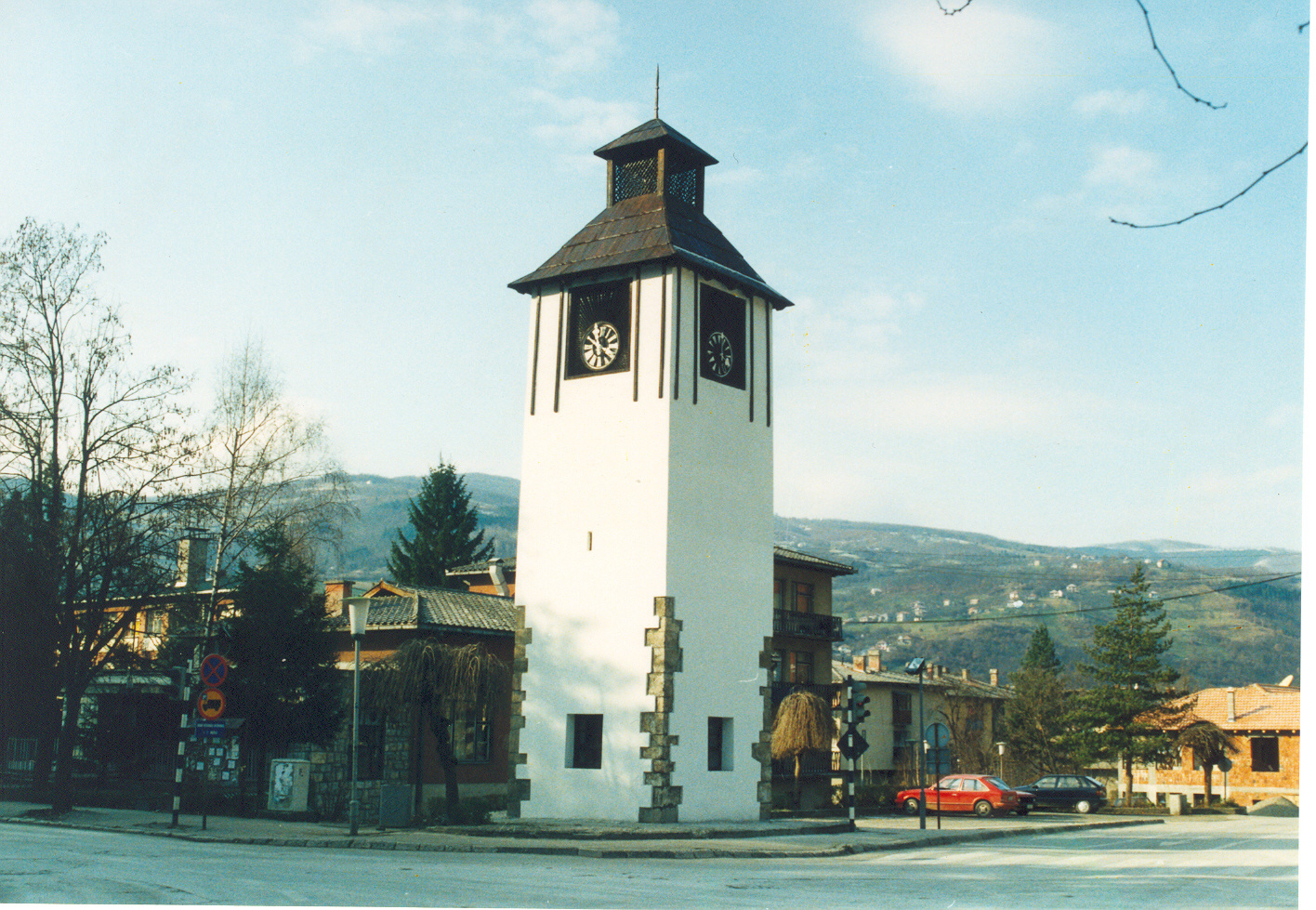
Сахат-Кула, годинна башта в Прієполє

## Нічне життя
Нічне життя Прієполя може здатися монотонним — всі місцеві кафе та нічні клуби грають виключно народну музику в сучасній обробці (так званий «турбофолк»). Проводиться щорічний фестиваль «Refract», що збирає багато рок-гуртів з усього регіону, а також техно-вечірка «WayOut».
У 2005 році місто відвідала група Quinn. У грудні 2006 зірка сербського хіп-хопу Marchelo дав концерт у Прієоле. Elvis J. Kurtovic провів там новорічний концерт у 2007 році.

## Комунікація та ЗМІ
У місті щонеділі виходить місцева газета «Polimlje», існують три місцеві радіостанції, три Wi-Fi інтернет-провайдера і оператор кабельного телебачення. Прієполе перейшов на цифрову телефонію в травні 2003 року. Також у місті є дві приватні телевізійні та радіостанції.

## Спорт
У Прієполе широко розвинена культура спорту. У місті існують два футбольних клуби — FK Polimlje і FK Jasen (Бродарєво), волейбольні клуби FAP-Livnica і Putevi, гандбольний клуб White angel і шаховий клуб Priko. Є багато спортивних майданчиків. Традиційно щороку в регіональних спортивних іграх (MOSI) обидві (жіноча і чоловіча) волейбольні команди займають перші місця.
Ілля Андрійович, альпініст з Прієполя, разом з сербською командою альпіністів підкорив вершину Еверест.

## Відомі уродженці
- Владе Дивац, гравець NBA
- Валтер Перич, партизанів Другої світової війни
- Горан Вараклич, засновник і голова MDG Computers Inc.
- Сефер Халилович, генерал Боснійська армії, політик
- Івиця Драгутинович, футболіст ФК Севілья
- Ацо Пейович, співак
- Дженан Лончаревич, співак
- Михайло П'янович, футболіст ФК Спартак, ФК Ростов
- Александар Свитлиця, гандболіст
- Мухамед Прелєвич, колишній футболіст Dinamo Zagreb і ФК Greuther Furth

## Міста-побратими
- — Кеніц

## Фотогалерея

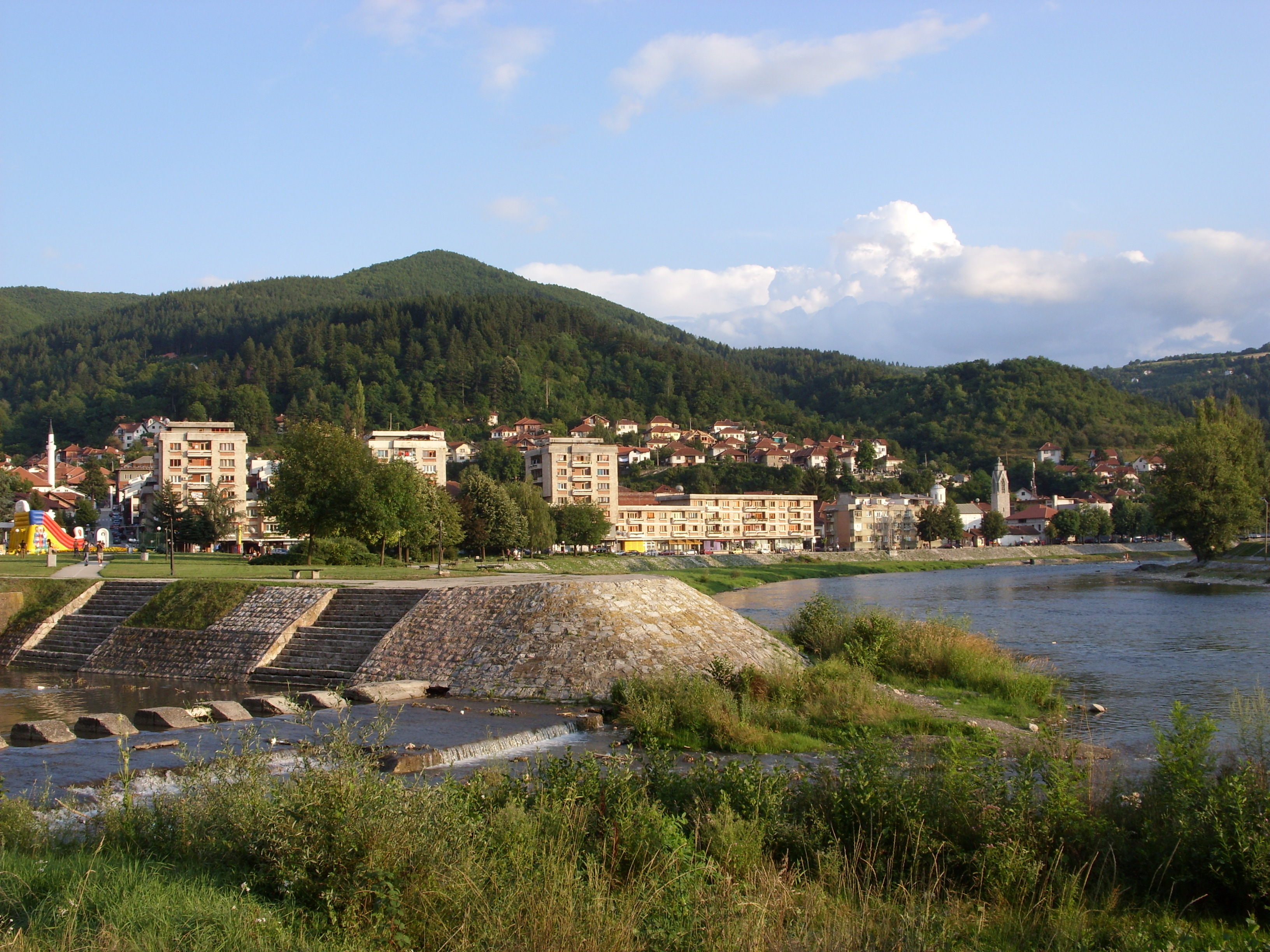
Панорама Прієполя
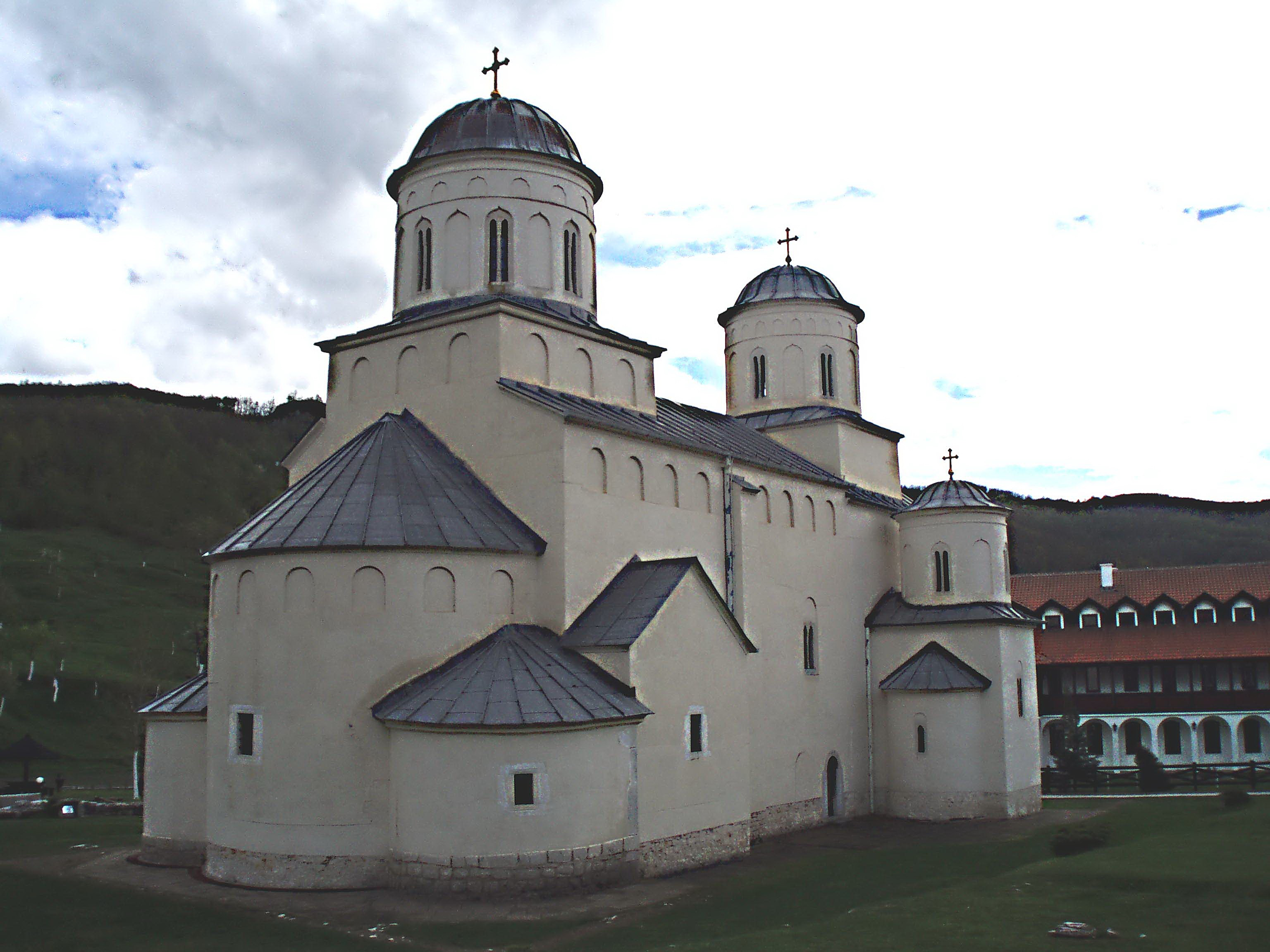
Монастир Милешева